# Bayou Country
Az 1969-es Bayou Country a Creedence Clearwater Revival második nagylemeze. Szerepel az 1001 lemez, amit hallanod kell, mielőtt meghalsz című könyvben.

## Az album dalai

### Eredeti kiadás
| 1. | Born on the Bayou | J.C. Fogerty | 5:16 |
| 2. | Bootleg           | J.C. Fogerty | 3:03 |
| 3. | Graveyard Train   | J.C. Fogerty | 8:37 |

| 1. | Good Golly Miss Molly | Robert "Bumps" Blackwell, John Marascalco | 2:44 |
| 2. | Penthouse Pauper      | J.C. Fogerty                              | 3:39 |
| 3. | Proud Mary            | J.C. Fogerty                              | 3:09 |
| 4. | Keep On Chooglin      | J.C. Fogerty                              | 7:43 |

### 40. évfordulóra kiadott CD bónuszdalai
|     | Cím                                                   | Szerző(k)    | Hossz |
| --- | ----------------------------------------------------- | ------------ | ----- |
| 8.  | Bootleg (alternatív felvétel)                         | J.C. Fogerty | 5:48  |
| 9.  | Born on the Bayou (élő; London, 1971. szeptember 28.) | J.C. Fogerty | 4:48  |
| 10. | Proud Mary (élő; Stockholm, 1971. szeptember 28.)     | J.C. Fogerty | 2:51  |
| 11. | Crazy Otto (élő; The Fillmore, 1969. március 14.)     | J.C. Fogerty | 8:48  |

## Helyezések

### Album
| Lista (1969)            | Helyezés |
| ----------------------- | -------- |
| Canada (RPM Top 50)     | 14       |
| France (InfoDisc)       | 1        |
| US Billboard 200        | 7        |
| US Billboard R&B Albums | 41       |

| Lista (1970)                     | Helyezés |
| -------------------------------- | -------- |
| UK (The Official Charts Company) | 62       |

### Kislemezek
| Év           | Kislemez                     | Helyezés    | Helyezés  |
| Év           | Kislemez                     | Pop Singles | UK Top 40 |
| ------------ | ---------------------------- | ----------- | --------- |
| 1969. január | Proud Mary/Born on the Bayou | 2           | 8         |

## Kiadások
| Terület            | Dátum            | Kiadó             | Formátum    | Katalógusszám |
| ------------------ | ---------------- | ----------------- | ----------- | ------------- |
| Észak-Amerika      | 1969. január     | Fantasy Records   | LP          | 8387          |
| Egyesült Királyság | 1969. július     | Liberty Records   | LP          | LBS 83261     |
| Németország        | 1969             | Bellaphon Records | LP          | BLPS 19002    |
| Egyesült Királyság | 1973. március    | Fantasy Records   | LP          | FT 507        |
| Észak-Amerika      | 1983             | Fantasy Records   | LP          | ORC-4513      |
| Egyesült Királyság | 1984. július     | Fantasy Records   | LP          | FAS LP 5003   |
| Egyesült Királyság | 1984. július     | Fantasy Records   | kazetta     | FAS K 5003    |
| Egyesült Királyság | 1987. augusztus  | Fantasy Records   | LP          | FACE 502      |
| Egyesült Királyság | 1987. augusztus  | Fantasy Records   | kazetta     | FACC 502      |
| Egyesült Királyság | 1987. augusztus  | Fantasy Records   | CD          | CDEF 502      |
| Észak-Amerika      | 1988             | Fantasy Records   | kazetta     | 54513         |
| Észak-Amerika      | 1988             | Fantasy Records   | CD          | FCD-4513-2    |
| Észak-Amerika      | 2008. június 10. | Fantasy Records   | bővített CD | FAN-30877-02  |

## Közreműködők
- Doug Clifford – dobok
- Stu Cook – basszusgitár
- John Fogerty – ének, szólógitár, szájharmonika
- Tom Fogerty – ritmusgitár és háttérvokál, kivéve a Born on the Bayou és a Proud Mary élő felvételeit